# Nyctophilus microtis
Nyctophilus microtis é uma espécie de morcego da família Vespertilionidae. Pode ser encontrada nas ilhas de Salawati, Nova Guiné e Nova Irlanda. Há somente um único registro na parte indonésia da ilha de Nova Guiné e na ilha de Salawati.